# Cephaloziella antillana
Cephaloziella antillana là một loài rêu tản trong họ Cephaloziellaceae. Loài này được (Besch. & Spruce) Fulford miêu tả khoa học lần đầu tiên năm 1976.